# 北湖区
北湖区（ほくこ-く）は中華人民共和国湖南省郴州市に位置する市轄区。

## 行政区画
- 街道：人民路街道、北湖街道、燕泉街道、下湄橋街道、駱仙街道、増福街道、郴江街道、湧泉街道、安和街道、石蓋塘街道
- 鎮：華塘鎮、魯塘鎮
- 民族郷：仰天湖ヤオ族郷、保和ヤオ族郷